# Michel Lévy

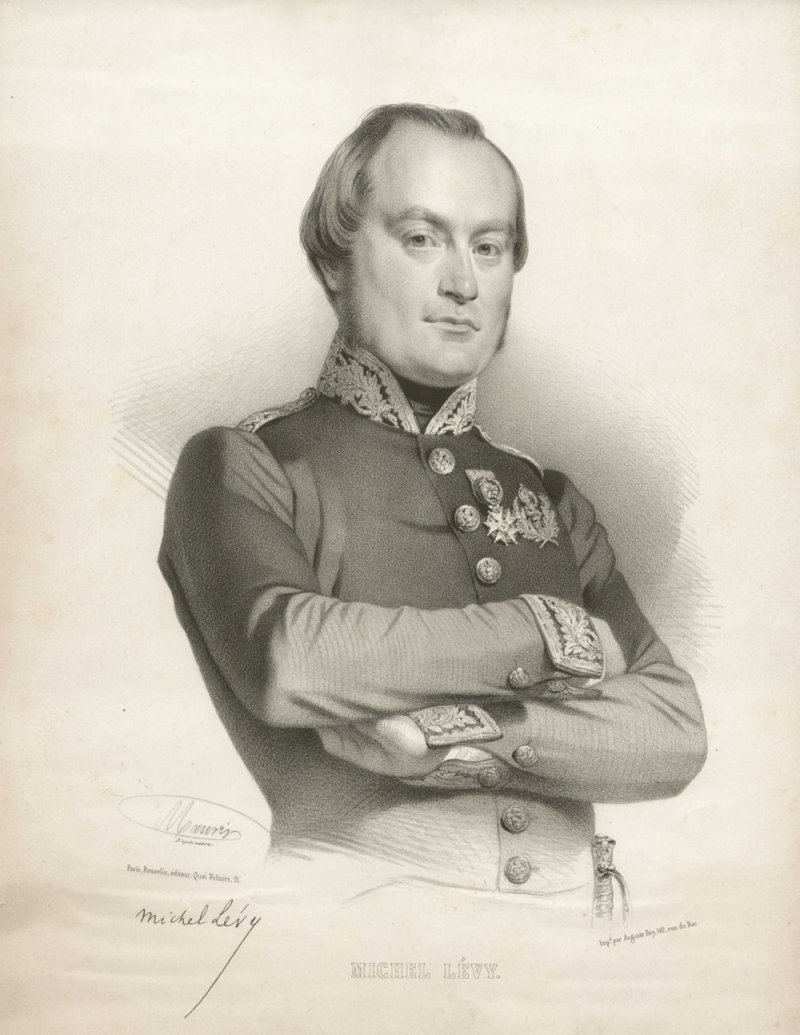
Michel Lévy, Lithographie um 1860

 Michel Lévy   (geboren 28. September 1809 in Straßburg; gestorben 19. März 1872 in Paris) war ein bedeutender französischer Mediziner (Hygieniker) und Generalarzt.

## Leben
Lévy wurde als Sohn eines einfachen Tuchhändlers in Straßburg geboren. 1830 gelang ihm die Aufnahmeprüfung für das militärische Ausbildungskrankenhaus in Straßburg. Nachdem er als Arzt in Ausbildung an der Morea-Expedition und der  Belagerung von Antwerpen teilgenommen hatte, promovierte er 1834. 1836 erhielt er den Lehrstuhl für Hygiene und einen medizinischen Lehrstuhl am Militärhospital Val-de-Grâce. 1850 wurde er in die Académie Royale de Médecine gewählt, deren Präsident er 1857 war.
1851 wurde Lévy zum medizinischen Inspekteur im Range eines Generals ernannt und war damit der einzige jüdische General im zweiten Kaiserreich. Während seiner Teilnahme am Krimkrieg (1853–1856) gelangen ihm, als Hygieniker und Arzt, bemerkenswerte Erfolge im Kampf gegen die Cholera.
Nach seiner Rückkehr nach Frankreich 1856 wurde er zum Direktor des Militärhospitals Val-de-Grâce ernannt. Er organisierte die Hochschule nach Prinzipien, die auch heute noch aktuell sind und Geltung haben.
Das hôpital Michel-Lévy in Marseille trug bis zu seinem Abriss in den 1990er Jahren seinen Namen.
Sein Sohn Auguste Michel-Lévy war ein bekannter Geologe und Mineraloge.

## Werke (Auswahl)
- Traite d'Hygiene publique et privée. Paris 1843–45, 5. Aufl. 1869 (zwei Bände).
- De la vitalité de la race juive en Europe. Paris 1866.